# بيرند بولستر
بيرند بولستر (بالألمانية: Bernd Polster)‏ (و. 1952  م) هو مصور، وعالم نفس ألماني، ولد في تسيله.